# Wysoka Władza René Mayera
Wysoka Władza René Mayera – Wysoka Władza Europejskiej Wspólnoty Węgla i Stali, która swoją działalność rozpoczęła 3 czerwca 1955, a zakończyła 13 stycznia 1958 roku. Przewodniczącym był René Mayer, a wiceprzewodniczącymi Franz Etzel i Albert Coppé. 
Wysoka Władza składała się z Przewodniczącego i 8 członków. Dwóch miała Francja i Belgia, a po jednym Holandia, Włochy, Luksemburg i Niemcy.

## Skład
| Kompetencje    | Członek                               |
| -------------- | ------------------------------------- |
| Przewodniczący | René Mayer                            |
|                | Franz Etzel (do 28 października 1957) |
|                | Albert Wehrer                         |
|                | Enzo Giacchero                        |
|                | Léon Daum                             |
|                | Dirk Spierenburg                      |
|                | Paul Finet                            |
|                | Albert Coppé                          |

## Zmiany
- 28 października 1957 – Heinz Potthof